# European Underwater Federation
Pour les articles homonymes, voir EUF.
Notes
Langue officielle : anglais
L'European Underwater Federation (EUF - Fédération européenne des sports sous-marins) est une association de tutelle représentant les intérêts des organisations  de la plongée de loisirs sous-marine aussi bien dans les secteurs bénévoles ou commerciaux en Europe.

## Objectifs de l'EUF
L'EUF cherche à être le principal organe consultatif européen en ce qui concerne toutes les questions relatives aux activités de plongée de loisir, en particulier celles concernant la législation, la réglementation et la sécurité. En raison des connaissances et de l'expérience de ses membres, elle revendique un domaine de compétence dans les activités sous-marines récréatives, culturelles et sportives dans des domaines comme la conduite d'activités de plongée (y compris des activités concurrentielles), l'accès aux sites de plongée, la formation, tous les aspects de l'équipement de plongée, le traitement des blessures par la plongée, l'enseignement et l'utilisation de techniques de plongée récréative par des professionnels. Il ne revendique aucune expertise dans les domaines impliquant la plongée commerciale ou militaire,.

## Membres
Les membres de l'EUF font partie d'un large éventail d'organismes européens de formation, y compris des organismes à but lucratif et à but non lucratif. Il est constitué au Royaume-Uni en tant que Company Limited by Guarantee. L'EUF estime que ses membres représentent plus de 3 000 000 plongeurs, 60 000 instructeurs de plongée, 5 000 clubs et 2 500 écoles de plongée,.
Les organismes de formation individuels peuvent demander à être membres à part entière à l'EUF en tant qu'organisations de distribution commerciale et organismes de distribution à but non lucratif. Les organisations qui ne peuvent pas satisfaire à la définition d'un organisme de formation peuvent présenter une demande de statut de membre associé ou d'observateur. Deux membres spéciaux existent également : «CMAS Europe», qui représente les intérêts des fédérations nationales de plongée situées en Europe et affiliées à la Confédération Mondiale des Activités Subaquatiques et RSTC Europe, qui représente les intérêts des organisations à but lucratif de formation en plongée opérant en Europe.  Les membres étaient composés des organisations suivantes à compter d'octobre 2012,,,,.    
| - International Aquanautic Club (Anciennement Barakuda) - NAUI - PADI - Professional Diving Association (PDA) (Espagne) - Scuba Schools International - National Dive League (NDL-Nord) - CMAS Europe - RSTC Europe | - British Sub Aqua Club (BSAC) (Angleterre) - Comhairle Fo-Thuinn (CFT) (Irlande) - Dansk Sportsdykker Forbund (DSF) (Danemark) - Sukeltajaliitto Ry (Finlande) - Federazione Italiana Attività Subacquee (FIAS) (Italie) - Fédération Luxembourgeoise Des Activités Et Sports Subaquatiques (FLASSA) - Norges Dykkeforbund (NDF) (Norvège) - Nederlandse Onderwatersport Bond (NOB) (Pays-Bas) - Svenska Sportdykarförbundet (SSDF) (Suède) - Verband Deutscher Sporttaucher e.V. (VDST) (Allemagne) | - Actinia - Chamber of Diving and Water Sports - Divers Alert Network Europe - International Association for Handicapped Divers (IAHD) - International Diving Schools Association (IDSA) - National Dive League (NDL) (Russia) - Professional Diving Schools Association of Malta (PDSA) - World Organisation of Scuba Divers (WOSD) - International Association for the Development of Apnea (AIDA), - Israeli diving federation (TIDF) |

## Histoire
L'EUF est d'abord devenue active sous sa forme moderne en 1989, comprenant initialement un certain nombre de fédérations de plongeurs européens à but non lucratif, puis élargies pour inclure les principales agences de formation commerciales.

## L'EUF et les standards internationaux
L'EUF déclare qu'elle soutient activement le développement des deux normes européennes : Comité Européen de Normalisation (CEN) et International Organization for Standardization (ISO) pour la plongée sous-marine récréative.

## Organisme de certification EUF
En 2003, l'Organisme de certification EUF est créé, une coentreprise entre l'EUF et l'Austrian Standards Institute (ON). L'organisme de certification EUF, (qui est connu aussi sous le nom de EUF Certification International) existe pour offrir à la communauté de plongée récréative une procédure unifiée de preuve fiable et reconnue de la qualité des services de formation de plongée sous-marine basés sur les normes européennes et ISO. Il vérifie les organismes de formation et les fournisseurs de services de plongée et, le cas échéant, les certifie conformes aux normes pertinentes.
Depuis janvier 2016, les organismes de formation de plongée sous-marine suivants ont été certifiés par l' EUF Certification International depuis 2004:
| - Professional Association of Diving Instructors (EUF CB 2004001) - VDST (EUF CB 2004002) - International Aquanautic Club (EUF CB 2005001) - Scuba Schools International (EUF CB 2005002) - FIAS (EUF CB 2005004) - American Nitrox Divers International (EUF CB 2005005) - DSF (EUF CB 2005006) - Scuba Diving International / Technical Diving International (EUF CB 2006002) - CFT (EUF CB 2006003) - PDA (EUF CB 2006004) - BSAC (EUF CB 2007001) | - NDL (EUF CB 2007003) - IAHD (EUF CB 2007005) - NASE Worldwide (EUF CB 2008003) - VDTL (EUF CB 2009001) - ISDA (EUF CB 2010002) - WOSD (EUF CB 2011002) - Disabled Divers International Ltd (EUF CB 2011003) - TIDF (EUF CB 2012001) - Global Underwater Explorers (EUF CB 2013001) - TSVÖ (EUF CB 2015001) - NADD Global Diving Agency (S 000513 - publié en janvier 2016) |